# Lae Cikala
Lae Cikala is een bestuurslaag in het regentschap Aceh Singkil van de provincie Atjeh, Indonesië. Lae Cikala telt 348 inwoners (volkstelling 2010).